# Jakub Zboiński
Jakub Zboiński herbu Ogończyk – kasztelan elbląski w latach 1748–1756, kasztelan dobrzyński w latach 1738–1748, podkomorzy dobrzyński w latach 1713–1738, starosta nowski.
Był posłem ziemi dobrzyńskiej na sejm 1720 roku, sejm 1730 roku, sejm 1732 roku i  sejm zwyczajny pacyfikacyjny 1735 roku. Jako poseł na sejm konwokacyjny 1733 roku z ziemi dobrzyńskiej był członkiem konfederacji generalnej zawiązanej 27 kwietnia 1733 roku na tym sejmie.